# الجوهرة (مجلة)
مجلة الجوهرة هي مجلة يمنية شهرية تصدر عن دار المرأة للصحافة والنشر، صدر العدد الأول في ديسمبر 2001م. عميدة الدار سيدة يحيى الهيلمي، رئيس التحرير أمة اللطيف يحيى الهيلمي، المشرف العام عبد الرحمن الشميري، مدير التحرير أحلام الرقيب، وسكرتير التحرير محمد علي الشاري وشايحي الهيملي، الإخراج مجاهد حسين.
مجلة نسائية متخصصة.
هناك مقدمة موقعة باسم صديقتكم جوهرة، تحت عنوان: أحبائي الأطفال تنشر في الصفحة الثالثة من المجلة. تعتمد المجلة على قصص الكرتون، وهي منشورة في 10 صفحات ملونة من بين 44 صفحة، أغلب صفحات المجلة نثرية بالأبيض والأسود، تخلو المجلة من أبرز الشخصيات، باعتبار أن القصص المنشورة لا تعبر عن هوية، تعتمد المجلة على مساهمات القراء أسوة بمجلة أسامة، وعلى معلومات علمية من إعداد أسماء الشهاري، والمساهمات تنشر في نادي أصدقاء الجوهرة، وهناك مظروف خاص بذلك في المجلة، كما تقوم مها يحيى بإعداد طرائف وابتسامات، أما التسالي التي يعدها سمير المزحجي فهي تنحصر في كلمات متقاطعة، كلمات ضائعة. تنشر المجلة القصص القصيرة وتقيم مسابقة ذات جوائز، عبارة عن أسئلة تتم الإجابة عنها. كما أن هناك مسابقة أخرى لكتاب وكاتبات القصة والرسامين لأجمل نصًا قصصيًا للأطفال، وأجمل قصة مرسومة للأطفال، تنشر المجلة مساهمات القراء، وصورهم، ولا تعتمد على الإعلانات، سعر المجلة عند صدورها 50 ريالاً يمنياً، وهناك إشارات على الغلاف لبعض مواد العدد.

## الأبواب
حوارات
جمالك
موضة
تسالي
ثقافة وفنون
مراحل حياة
مشاهير
لايف استايل
أسرة ومجتمع
منوعات

## الكتاب
أحمد سلامة
محمد أمين زهران
حسين الناظر
محمد علواني
لمياء حسن
مصطفي صلاح
- قائمة مجلات الأطفال العربية.